# Općina Aračinovo
Općina Aračinovo (makedonski: Општина Арачиново) je jedna od 80 općina Sjeverne Makedonije koja se prostire na sjeveru Sjeverne Makedonije. 
Upravno sjedište ove općine je selo Aračinovo, sa 7 315 stanovnika.

## Zemljopisne osobine
Općina Aračinovo prostire se po istočnom dijelu Skopskog polja. Sjeverni planinski dio općine penje se po obroncima planine Skopske Crne gore. 
Općina Aračinovo graniči s Općinom Lipkovo na sjeveru, s Općinom Kumanovo na istoku, s Općinom Ilinden na jugu, te s Općinom Gazi Baba na zapadu.
Ukupna površina Općine Aračinovo je 31.3 km².

## Stanovništvo
Općina Aračinovo ima 11 597 stanovnika. Po popisu stanovnika iz 2002. nacionalni sastav stanovnika u općini bio je sljedeći;

## Naselja u Općini Aračinovo
Ukupni broj naselja u općini je 4, od kojih su svih 4 sela.

## Pogledajte i ovo
- Sjeverna Makedonija
- Općine Sjeverne Makedonije

## Vanjske poveznice
- Općina Aračinovo na stranicama Discover Macedonia